# Liste der Biografien/Pu
Liste der Biografien |
Portal Biografien |
Personensuche
# |
A |
B |
C |
D |
E |
F |
G |
H |
I |
J |
K |
L |
M |
N |
O |
P |
Q |
R |
S |
T |
U |
V |
W |
X |
Y |
Z |
?
 
Pa |
Pc |
Pe |
Pf |
Ph |
Pi |
Pj |
Pk |
Pl |
Pm |
Pn |
Po |
Pr |
Ps |
Pt |
Pu |
Pv |
Pw |
Py
 
Pua |
Pub |
Puc |
Pud |
Pue |
Puf |
Pug |
Puh |
Pui |
Puj |
Puk |
Pul |
Pum |
Pun |
Puo |
Pup |
Pur |
Pus |
Put |
Puu |
Puv |
Puy |
Puz
Die Liste der Biografien führt alle Personen auf, die in der deutschsprachigen Wikipedia einen Artikel haben. Dieses ist eine Teilliste mit 8 Einträgen von Personen, deren Namen mit den Buchstaben „Pu“ beginnt.

## Pu
- Pu, Chi (* 1993), vietnamesische Sängerin, Schauspielerin und Model
- Pu, Norbert (* 1958), taiwanischer Geistlicher, römisch-katholischer Bischof von Chiayi
- Pu, Shu (* 1973), chinesischer Singer-Songwriter und Schauspieler
- Pu, Songling (1640–1715), chinesischer Dichter
- Pu, Wei (* 1980), chinesische Fußballspielerin
- Pu, Zhiqiang (* 1965), chinesischer Rechtsanwalt
- Pu-Baʿlu, antiker Stadtfürst von Yursa
- Pu-udom, Sivakorn (* 1987), thailändischer Fußballschiedsrichter